# 이온 아드리안 자레
이온 아드리안 자레(루마니아어: Ion Adrian Zare; 1959년 5월 11일, 비호르 주 오라데아 ~ 2022년 2월 23일, 비호르 주 오라데아)는 루마니아의 전 축구 선수로, 현역 시절 수비수로 활약했다. 자레는 2022년 2월 23일, 향년 62세로 영면에 들었다.

## 국가대표팀 경력
이온 자레는 루마니아 국가대표팀 경기에 7번 출전했고, 1984년 4월 11일에 미르체아 루체스쿠 감독의 부름을 받아 0-0으로 비긴 이스라엘과의 친선경기에서 첫 경기를 출전했다. 그가 출전한 2번째 경기는 1-2로 패한 서독과의 유로 1984 본선 조별 리그 2차전 경기로, 미르체아 루체스쿠 감독은 그를 게오르게 하지와 후반 시작과 함께 교체시켰다. 자레가 출전한 나머지 5경기는 모두 친선경기로, 마지막 출전 경기는 1987년 3월 11일에 그리스와 1-1로 비긴 경기였다.

## 수상
비호르 오라데아
- 디비지아 B: 1981–82[2]

디나모 부쿠레슈티
- 쿠파 로므니에이: 1985–86[2]

## 참고
1. ↑  1979-80 시즌, 1980-81 시즌, 그리고 1981-82 시즌의 통계는 없다.[2]